# Banići
Banići is een plaats in de gemeente Dubrovačko Primorje in de Kroatische provincie Dubrovnik-Neretva. De plaats telt 143 inwoners (2001).

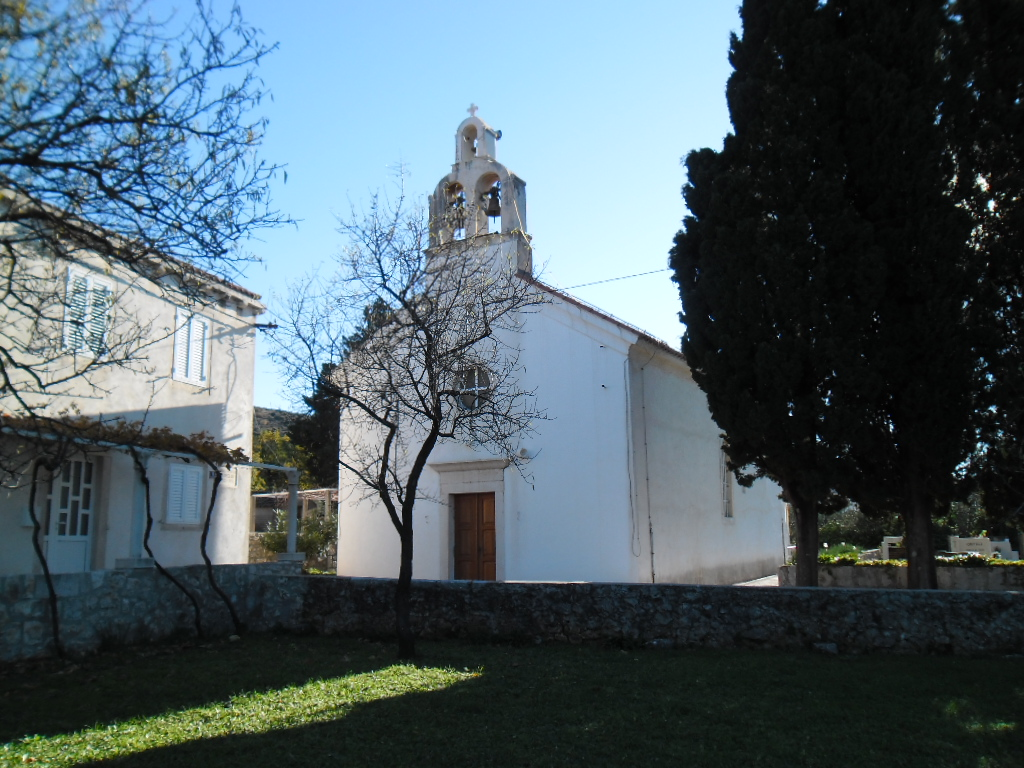
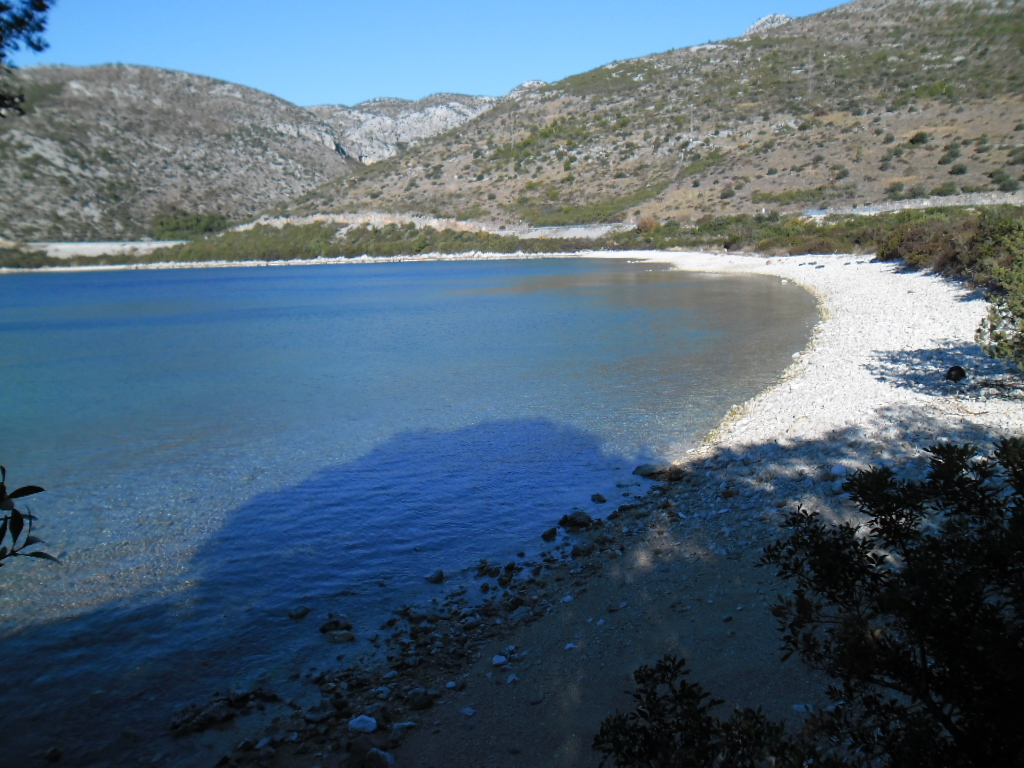
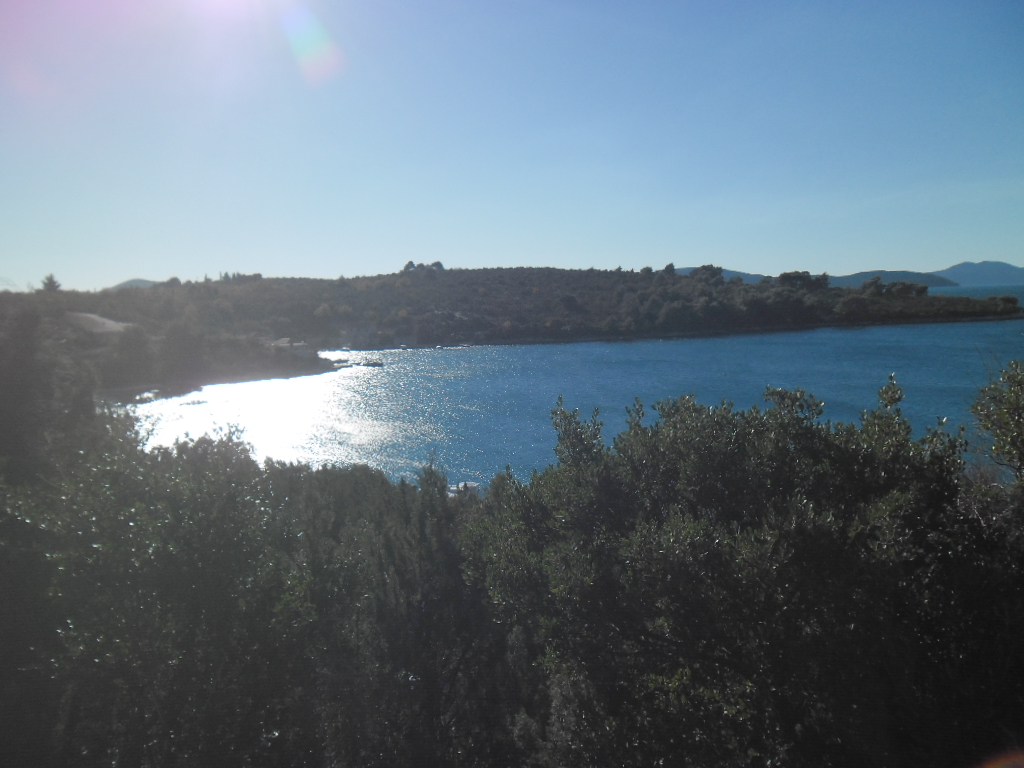
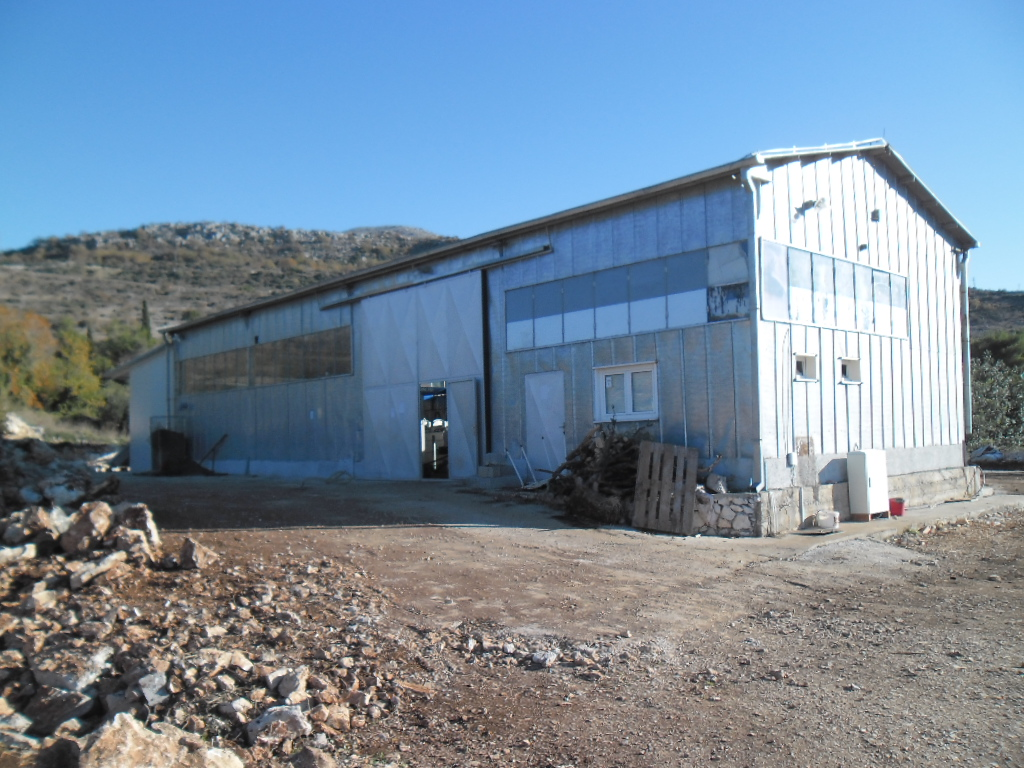
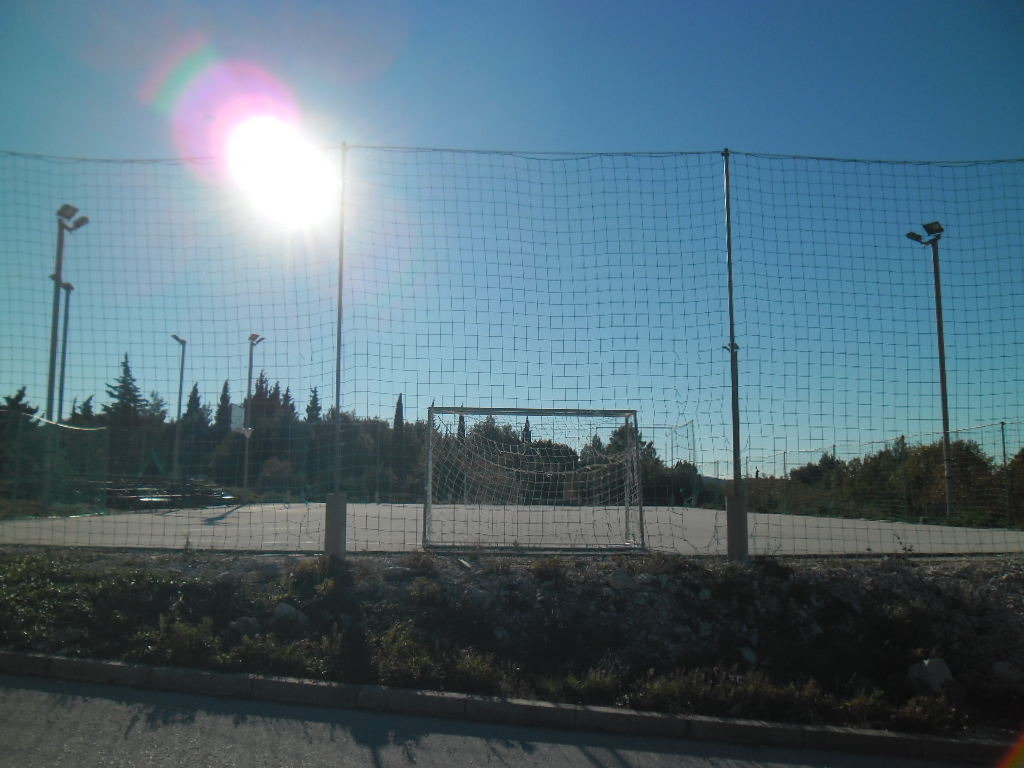
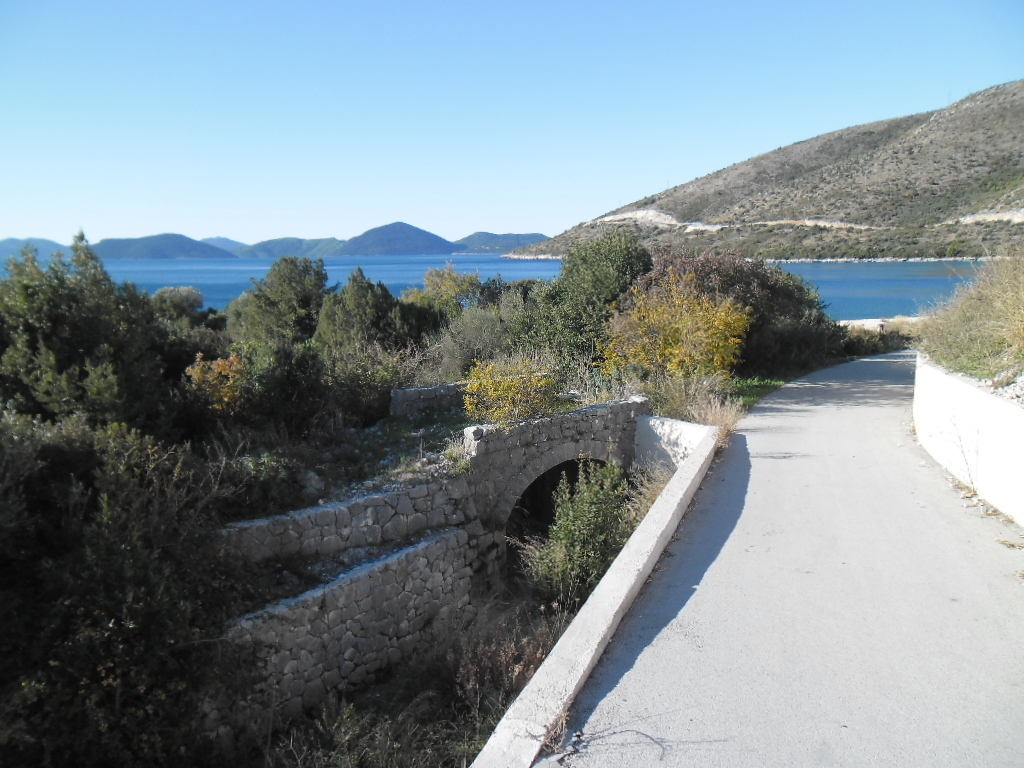